# El almuerzo (Caillebotte)
El almuerzo es un óleo sobre lienzo del pintor francés Gustave Caillebotte (1848-1894) que data de 1876. Mide 52 × 75 cm y pertenece a una colección privada.
La pintura fue catalogada como Tesoro Nacional en enero de 2020.

## Descripción
Representa un almuerzo en el comedor de la mansión de la familia Caillebotte en París en 77 calle de Miromesnil, una casa que ya no existe en la actualidad. Aparece la madre del artista, la señora Caillebotte, nacida Céleste Daufresne (1819-1878), siendo atendida por el mayordomo y a la derecha el hermano menor del artista, René Caillebotte (1851 -1876). Este último también está representado en una obra de su hermano ese mismo año, Hombre joven en la ventana; morirá prematura y repentinamente muy poco después. Los Caillebotte todavía están de luto completo porque el padre, un próspero hombre de negocios que hizo construir esta casa en 1866, había muerto en la Navidad de 1874. La impresión de esta escena es pesada, al igual que la decoración burguesa típica de la época del comedor, con cortinas, alfombras y muebles de madera oscura. Como señala el historiador del arte Jérôme Coignard: En este lienzo, «él [Caillebotte] da una visión amenazadora de la vida burguesa». La habitación es «cuidadosamente protegida de las agresiones del mundo exterior por pesadas cortinas que obstruyen parcialmente las ventanas.»  La mesa de ébano está puesta al estilo inglés sin mantel. El ambiente es silencioso generando un sentimiento de soledad «la cristalería parece estar jugando una partida de ajedrez con esta familia sonámbula, ya muerta. » 
La genialidad del artista es hacer partícipe de la escena al espectador situándolo a través del gran angular y el plato, posiblemente del propio pintor, dejado vacío en primer plano, en el lugar del otro comensal. La luz entra por las ventanas y se refleja en la cristalería y la mesa pulida, los personajes están iluminados a contraluz. La composición juega con los círculos, semicírculos y triángulos de las ventanas en el punto de fuga.
Esta pintura fue presentada en la segunda exposición impresionista en marzo de 1876 con otras siete pinturas de Caillebotte: Hombre joven en la ventana, dos versiones de Los acepilladores de parqué, Joven tocando el piano, Después de comer y dos vistas al jardín. Fue redescubierta por el público francés en la exposición del Grand Palais de 1994. Se exhibió en 2011 en París en el museo Jacquemart-André y en Quebec para la exposición «En la intimidad de los hermanos Caillebotte», junto con una cincuentena de obras de Gustave Caillebotte y ciento treinta fotografías de su hermano Martial Caillebotte.